# 豊島区立池袋中学校
豊島区立池袋中学校(としまくりついけぶくろちゅうがっこう)は東京都豊島区本町1丁目にある公立中学校である。

## 校歌
校歌は1番から3番までが存在する。

### 作詞
- 窪田空穂
  - 日本の歌人、国語学者

### 作曲
- 平井康三郎
  - 日本の作曲家

## 部活動
2025年時点
- バスケットボール部
- サッカー部
- バレーボール部
- 野球部
- テニス部
- バドミントン部
- 吹奏楽部
- 美術部
- 技術部